# Jalal al-Din Rumi
(Mawlānā Jalāl al-Dīn Balkhi)
Jalāl al-Dīn Muḥammad Rūmī (in persiano جلال‌الدین محمد رومی‎ [dʒælɒːlæddiːn mohæmmæde ɾuːmiː]) (Balkh, 30 settembre 1207 – Konya, 17 dicembre 1273), è stato un ʿālim, teologo musulmano sunnita, e poeta mistico persiano centrasiatico, ritenuto come uno dei massimi autori della letteratura mistica persiana.
È anche conosciuto come Jalāl al-Dīn Moḥammad Balkhī (in persiano جلال‌الدین محمد بلخى‎ [dʒælɒːlæddiːn mohæmmæde bælxiː]), e in Iran e Afghanistan più comunemente chiamato Mòlānā (in persiano مولانا‎) e Mòlavì (in persiano مولوی‎)
In seguito alla sua morte, i suoi seguaci si organizzarono in riti nei quali tentavano di raggiungere stati meditativi per mezzo della danza rituale (in persiano  سماع‎, samāʿ) e musica (nella quale predominante era il suono del flauto ney, da Rumi esaltato nel proemio del suo Masnavi).

## Biografia

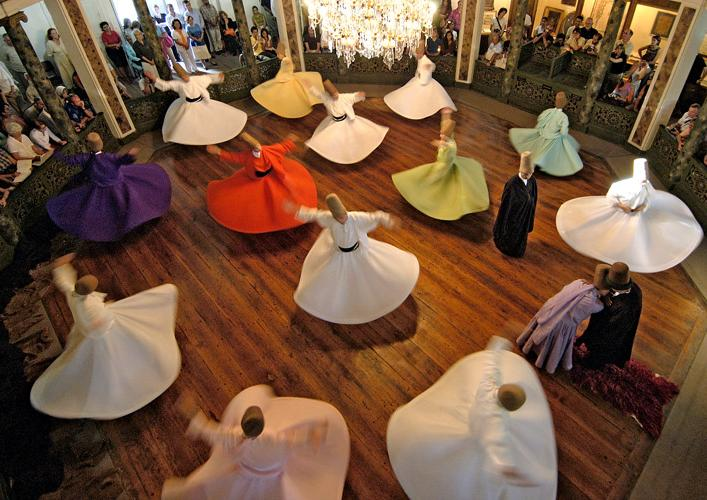
Esibizione di Dervisci, Turchia

Nasce da genitori persiani a Balkh, nella regione del Grande Khorasan, odierno Afghanistan, o forse nella più piccola città di Wakhsh, nell'odierno Tagikistan. A dieci anni, nel 1217, compie il pellegrinaggio alla Mecca, partendo dal Grande Khorasan, in compagnia della sua famiglia. Nel 1219, su iniziativa del padre, il teologo, mistico e giurista musulmano Bahā ud-Dīn Walad, l'intera famiglia ripara nel nordest dell'Iran, a causa dell'invasione mongola. 
Secondo la tradizione, passò con la sua famiglia anche attraverso Nishabur e lì incontrò il vecchio poeta Farid al-Din 'Attar. Il poeta avrebbe profetizzato un futuro splendente al giovane Rūmī e gli avrebbe donato un esemplare del suo poema epico, Il libro dei segreti, nominando al contempo il ragazzo come il continuatore ideale della sua opera.
A Konya, in Asia Minore, dove si stabilì la famiglia, Rūmī fu seguito da suo padre, un predicatore di gran fama, nelle scienze teologiche, e, dopo la morte di quest'ultimo, anche nella mistica. Egli stesso divenne una guida spirituale molto conosciuta sia per le prediche sia per la dottrina, e un gruppo di studiosi si raccolse intorno a lui per redigere una serie di scritti teologici. Rūmī si sposò due volte ed ebbe quattro figli.
Dopo la morte del padre, avvenuta nel 1231, Rūmī passerà sette anni approfondendo lo studio delle scienze teologiche e giuridiche islamiche in Siria, fra le città di Aleppo e Damasco. Intanto il posto di suo padre viene preso dal suo padrino, Sayyid Burhān al-Dīn Muḥaqqiq, che si prenderà cura di Rūmī e dei discepoli lasciati da Bahā ud-Dīn Walad divenendo loro shaykh. È improbabile che, una volta completati i suoi studi teologici, Rūmī abbia subito preso il posto di Sayyid Burhān al-Dīn Muḥaqqiq; più probabilmente ciò avvenne intorno all'anno 1241, quando quest'ultimo si ritira a Kayseri. 
Due eventi spirituali furono determinanti nella vita di Rūmī. Uno fu l'incontro, nel 1244, con il misterioso personaggio noto come Shams Tabrizi ("il sole di Tabrīz"), suo maestro spirituale a sua volta profondo studioso delle scienze teologiche e giuridiche islamiche, particolarmente sapiente nei riguardi della scuola ispirata all'insegnamento di Shāfiʿī, lo sciafeismo. Il loro legame fu tanto stretto da destare un notevole scandalo e da portare alla scomparsa di Shams-i Tabrīz in misteriose condizioni. In seguito alla morte dell'amato maestro, Jalāl al-Dīn ebbe un momento di particolare capacità creativa che lo portò a comporre una raccolta di poesie comprendenti ben trentamila versi. Più avanti negli anni compose un'altra raccolta di componimenti poetici suddivisa in sei libri e contenente più di 40 000 strofe.
Suo figlio Walad scrisse una biografia del padre, che custodiva gli ordini dei Darvishi-Mowlana, come testimonianza vivente del suo fondatore.
Il secondo evento fu la conoscenza, a Damasco, di Ibn al-ʿArabī, grande mistico islamico, tra i più grandi teorici della waḥdat al-wujūd o "unicità dell'Essere". Rūmī riuscì a fondere in modo perfetto l'entusiasmo inebriato di Dio di Shams-i Tabrīz con le sottili elucubrazioni e le visioni di Ibn al-ʿArabī. La realtà terrena, sostiene esplicitamente Rūmī, non è che un riflesso della realtà simbolica che è la vera realtà.
Le opere principali di Rūmī sono due, uno è il dīwān o canzoniere, noto come Diwan-e Shams-e Tabrizi ("Canzoniere di Shams-i Tabrīz"). L'appellativo è anche esteriormente ben meritato, trattandosi di una raccolta di odi veramente immensa. L'altro è un poema lungo a rime baciate, forma che si chiama comunemente in persiano "Masnavī" e noto appunto come Masnavī-yi Maʿnavī ("Masnavī Spirituale"). È stato definito un Corano in lingua persiana e consiste di più di 26.000 versi doppi, in sei volumi o quaderni (in persiano "daftar"), ciascuno preceduto da una elegante prefazione in prosa in arabo. Un altro libro, dal curioso titolo arabo Fīhi ma fīhi ("C'è quel che c'è") raccoglie dichiarazioni in prosa del maestro, che coincidono con quanto espresso dalle sue opere poetiche.
Presso la sua dargah fece esporre un’iscrizione ancora presente:

## Opere
- (FA) Diwan-e Shams-e Tabrizi.
- (FA) Masnavī-yi Maʿnavī.
- (FA) Fihi Ma Fihi.

### Edizioni in italiano
Traduzioni italiane dal persiano
- Gialal ad-Din Rumi, Poesie mistiche, introduzione, traduzione, antologia critica e note di Alessandro Bausani, Milano: Rizzoli, 1980.
- Jalâl ad-Dîn Rûmî, L'Essenza del Reale. Fîhi mâ fîhi (C'è quel che c'è), traduzione dal persiano, introduzione e note di Sergio Foti, revisione di Gianpaolo Fiorentini, Torino, Libreria Editrice Psiche, 1995.
- Jalàl al Din Rùmì, Mathnawì. Il poema del misticismo universale, 6 voll., traduzione in italiano di Gabriele Mandel Khàn, Milano, Bompiani.
- Gialal ad-Din Rumi, Poesie mistiche, Milano, Fabbri Editori, 1997.

Traduzioni italiane da edizioni francesi e inglesi
- Il canto del derviscio. Parabole della sapienza sufi, a cura di Leonardo Vittorio Arena, Milano: Mondadori, 1993. Raccolta di storie tratte dal Masnavi.
- Racconti sufi, a cura di Massimo Jevolella, traduzione dal francese di Barbara Brevi, Como, RED, 1995.
- L'amore è uno straniero poesie scelte, traduzioni e revisione a cura di Kabir Hedmund Helminski, traduzione in italiano di Gianpaolo Fiorentini, Roma, Ubaldini Editore - Casa Editrice Astrolabio 2000

### Edizioni in inglese e francese
Traduzioni ed edizioni critiche in inglese del Masnavi
- The Mesnevi of Mevlānā Jelālu'd-dīn er-Rūmī. Book first, together with some account of the life and acts of the Author, of his ancestors, and of his descendants, illustrated by a selection of characteristic anecdotes, as collected by their historian, Mevlānā Shemsu'd-dīn Ahmed el-Eflākī el-'Arifī, translated and the poetry versified by James W. Redhouse, London, 1881. Contiene la traduzione in versi del solo primo libro.
- Masnaví-i Ma'naví, the Spiritual Couplets of Mauláná Jalálu'd-din Muhammad Rúmí, translated and abridged by E. H. Whinfield, London, 1887; 1989. Selezioni dal poema completo. Testo disponibile on-line in formato html su intratext.com e in formato pdf su omphaloskepsis.com.
- The Masnavī by Jalālu'd-din Rūmī. Book II, translated for the first time from the Persian into prose, with a Commentary, by C.E. Wilson, London, 1910. Traduzione in prosa del secondo libro.
- The Mathnawí of Jalálu'ddín Rúmí, edited from the oldest manuscripts available, with critical notes, translation and commentary by Reynold A. Nicholson, in 8 volumes, London, Luzac & Co., 1925–1940. Prima traduzione completa inglese, in prosa, contenente il testo originale in persiano.
- Jalal al-Din Rumi, The Masnavi, translated by Jawid Ahmad Mojaddedi, Oxford, Oxford University Press, 2004-2013, 3 voll. ("Oxford World's Classics"). Prima traduzione inglese in versi dall'edizione dell'originale persiano preparata da Mohammad Estelami con un'introduzione e note. Il primo volume fu vincitore del Premio Lois Roth 2004 per la traduzione di un'opera della letteratura persiana, assegnato dall'American Institute of Iranian Studies. ISBN 9780199552313 ISBN 0199552312 (vol. 1); ISBN 9780199549917 ISBN 0199549915 (vol. 2); ISBN 9780199652037 (vol. 3)